# Zermatt
Zermatt é uma famosa comuna da Suíça, localizada no Cantão de Valais. Contando com cerca de 5 600 habitantes, é conhecida internacionalmente pela presença da montanha Matterhorn demarcando sua paisagem. Esta municipalidade, muito procurada por turistas de todo o mundo, ocupa uma área de 242,67 km² e apresenta densidade populacional de 23 hab./km².
O idioma oficial desta comuna, assim como de toda a região em seu entorno, é o alemão. Mas devido à forte presença de imigrantes portugueses, a língua portuguesa é o segundo idioma mais falado no local, superando numericamente os demais idiomas oficiais da Confederação Helvética.
Zermatt faz limite com as seguintes comunas: Alagna Valsesia (IT-VC), Ayas (IT-AO), Ayer, Bionaz (IT-AO), Evolène, Gressoney-La-Trinité (IT-AO), Macugnaga (IT-VB), Randa, Saas Almagell, Täsch, Valtournenche.
A partir desta localidade é possível iniciar a trilha para a escalada do Matterhorn ou Monte Cervino, famosa montanha alpina que foi conquistada no ano de 1865.

## Etimologia
O nome Zermatt tem origem na terminologia matten, palavra alemã que significa campos ou prados. Inicialmente a localidade era chamada de Zur Matte ("na pradaria", em alemão), se referindo à presença de campos alpinos no vale onde o vilarejo se situava. Posteriormente a denominação foi alterada para a forma atual, passando a ser escrita como Zermatt.

## Turismo

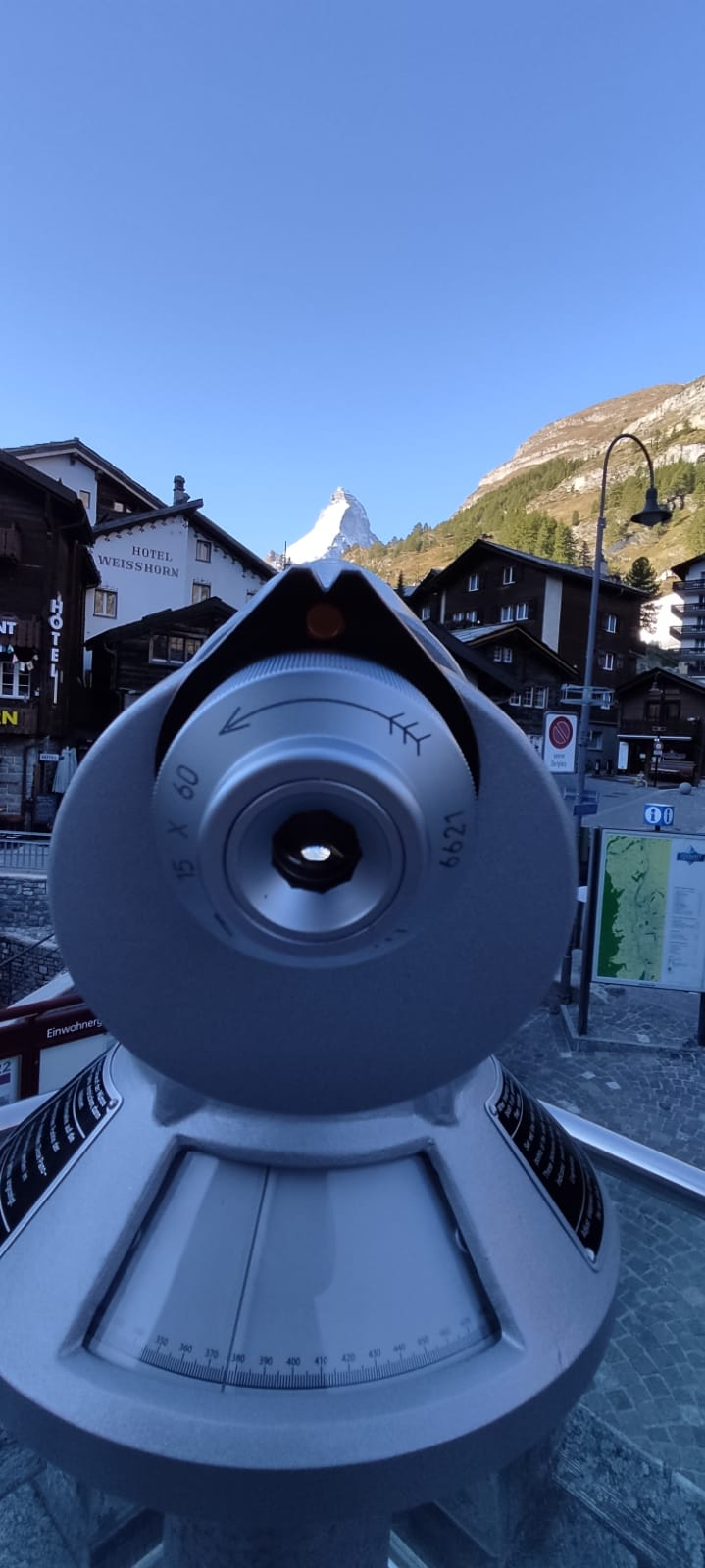
Luneta instalada em ponto turístico de Zermatt com o objetivo de possibilitar a observação do Matterhorn.

Muito procurada por turistas e esportistas que se dirigem às estações de esqui nas proximidades, Zermatt é mundialmente conhecida pela proibição da circulação de automóveis nas suas ruas e pela impecável preservação do seu patrimônio histórico. Pode-se também desfrutar do centro comercial local, do tradicional Jägertee (chá dos caçadores) ou de restaurantes gastronômicos de alto nível.
As ruas de Zermatt estão fechadas ao tráfego de carros particulares desde o ano de 1931. A restrição à circulação de veículos foi reavaliada e confirmada pelos eleitores de Zermatt nos anos de 1961, 1972 e 1986. A estrada de 5 km que liga Zermatt ao município vizinho Täsch só pode ser utilizada mediante uma autorização especial, a qual somente é emitida para moradores locais, hóspedes com uma segunda casa na comunidade, táxis, veículos de abastecimento e entregas ou para o atendimento de emergências.
Como à cidade é fechada à carros de passeio, o acesso dos visitantes à cidade somente pode ser feito por meio de trens. Na estação ferroviária é possível utilizar pequenos carros elétricos oferecidos pelos hotéis locais à seus hóspedes.
Zermatt é o ponto de partida de diversas trilhas nos alpes. Passeios de gôndolas ou teleféricos também são muito populares entre os turistas. — A cidade também conta com museus, construções históricas e diversas atrações culturais.
Outra localidade bastante procurada pelos turistas é o cemitério dos montanhistas. Trata-se de um memorial onde estão sepultados diversos montanhistas que perderam suas vidas ao tentarem escalar as íngremes paredes das montanhas localizadas no entorno da cidade, sobretudo o Matterhorn, considerado por muitos como a mais desafiadora montanha do continente Europeu.

## Geografia
A cidade de Zermatt ocupa um vale alpino encaixado entre as montanhas, sendo cercada por diversas formações de elevada altitude, como o Monte Rosa, Dom, Weisshorn e Matterhorn. Sua área central é cortada pelo principal rio deste vale, denominado Matter Vispa, o qual nasce a partir das geleiras que se espalham aos pés das montanhas que circundam a cidade.

### Clima
De acordo com a classificação climática de Köppen-Geiger, Zermatt apresenta clima subártico (Dfc). Os verões são amenos com dias frescos e noites frias. O mês mais quente do ano é Julho, enquanto que Janeiro é o mais frio. Os invernos são bastante rigorosos com frequentes episódios de nevascas intensas. O volume médio de queda de neve na localidade totaliza 325 cm/ano.
| Dados climáticos para Zermatt (Período de 1981–2010) | Dados climáticos para Zermatt (Período de 1981–2010) | Dados climáticos para Zermatt (Período de 1981–2010) | Dados climáticos para Zermatt (Período de 1981–2010) | Dados climáticos para Zermatt (Período de 1981–2010) | Dados climáticos para Zermatt (Período de 1981–2010) | Dados climáticos para Zermatt (Período de 1981–2010) | Dados climáticos para Zermatt (Período de 1981–2010) | Dados climáticos para Zermatt (Período de 1981–2010) | Dados climáticos para Zermatt (Período de 1981–2010) | Dados climáticos para Zermatt (Período de 1981–2010) | Dados climáticos para Zermatt (Período de 1981–2010) | Dados climáticos para Zermatt (Período de 1981–2010) | Dados climáticos para Zermatt (Período de 1981–2010) |
| Mês                                                  | Jan                                                  | Fev                                                  | Mar                                                  | Abr                                                  | Mai                                                  | Jun                                                  | Jul                                                  | Ago                                                  | Set                                                  | Out                                                  | Nov                                                  | Dez                                                  | Ano                                                  |
| ---------------------------------------------------- | ---------------------------------------------------- | ---------------------------------------------------- | ---------------------------------------------------- | ---------------------------------------------------- | ---------------------------------------------------- | ---------------------------------------------------- | ---------------------------------------------------- | ---------------------------------------------------- | ---------------------------------------------------- | ---------------------------------------------------- | ---------------------------------------------------- | ---------------------------------------------------- | ---------------------------------------------------- |
| Média alta °C                                        | 0,2                                                  | 1,3                                                  | 3,7                                                  | 7,3                                                  | 12,1                                                 | 15,6                                                 | 18,9                                                 | 17,9                                                 | 15,4                                                 | 11,2                                                 | 4,6                                                  | 1,1                                                  | 9,1                                                  |
| Média diária °C                                      | -4,8                                                 | -4,0                                                 | -1,5                                                 | 2,0                                                  | 6,7                                                  | 10,0                                                 | 12,5                                                 | 11,7                                                 | 9,0                                                  | 4,8                                                  | -0,8                                                 | -3,8                                                 | 3,5                                                  |
| Média baixa °C                                       | -8,4                                                 | -7,8                                                 | -5,5                                                 | -2,2                                                 | 2,1                                                  | 4,8                                                  | 6,8                                                  | 6,7                                                  | 4,2                                                  | 0,7                                                  | -4,0                                                 | -7,1                                                 | -0,8                                                 |
| Média precipitação mm                                | 43                                                   | 46                                                   | 49                                                   | 50                                                   | 61                                                   | 56                                                   | 47                                                   | 60                                                   | 41                                                   | 55                                                   | 55                                                   | 48                                                   | 611                                                  |
| Queda de neve média cm                               | 54,5                                                 | 58,7                                                 | 46,6                                                 | 37,6                                                 | 10,1                                                 | 2,2                                                  | 0,0                                                  | 0,0                                                  | 1,1                                                  | 6,2                                                  | 40,9                                                 | 66,8                                                 | 324,7                                                |
| Média alta °F                                        | —                                                    | —                                                    | —                                                    | —                                                    | —                                                    | —                                                    | —                                                    | —                                                    | —                                                    | —                                                    | —                                                    | —                                                    | —                                                    |
| Média diária °F                                      | —                                                    | —                                                    | —                                                    | —                                                    | —                                                    | —                                                    | —                                                    | —                                                    | —                                                    | —                                                    | —                                                    | —                                                    | —                                                    |
| Média baixa °F                                       | —                                                    | —                                                    | —                                                    | —                                                    | —                                                    | —                                                    | —                                                    | —                                                    | —                                                    | —                                                    | —                                                    | —                                                    | —                                                    |
| Média precipitação pol.                              | 1.69                                                 | 1.81                                                 | 1.93                                                 | 1.97                                                 | 2.4                                                  | 2.2                                                  | 1.85                                                 | 2.36                                                 | 1.61                                                 | 2.17                                                 | 2.17                                                 | 1.89                                                 | 24.06                                                |
| Queda de neve média pol.                             | —                                                    | —                                                    | —                                                    | —                                                    | —                                                    | —                                                    | —                                                    | —                                                    | —                                                    | —                                                    | —                                                    | —                                                    | —                                                    |
| Média de dias de precipitação (≥ 1,0 mm)             | 6,6                                                  | 6,3                                                  | 7,7                                                  | 6,7                                                  | 10,0                                                 | 8,6                                                  | 8,9                                                  | 9,9                                                  | 6,9                                                  | 6,7                                                  | 7,0                                                  | 6,7                                                  | 92,0                                                 |
| Média de dias ensolarados (≥ 1,0 cm)                 | 8,0                                                  | 7,0                                                  | 5,4                                                  | 4,1                                                  | 1,3                                                  | 0,1                                                  | 0,0                                                  | 0,0                                                  | 0,1                                                  | 1,5                                                  | 5,4                                                  | 7,2                                                  | 453                                                  |
| Média umidade relativa (%)                           | 65                                                   | 66                                                   | 65                                                   | 66                                                   | 67                                                   | 68                                                   | 65                                                   | 70                                                   | 70                                                   | 67                                                   | 67                                                   | 66                                                   | 67                                                   |
| Média mensal horas de sol                            | 85                                                   | 103                                                  | 135                                                  | 146                                                  | 159                                                  | 175                                                  | 200                                                  | 185                                                  | 166                                                  | 139                                                  | 93                                                   | 81                                                   | 1 666                                                |
| Por cento luz do sol possível                        | 54                                                   | 58                                                   | 56                                                   | 58                                                   | 56                                                   | 60                                                   | 68                                                   | 68                                                   | 69                                                   | 65                                                   | 58                                                   | 55                                                   | 61                                                   |
| Fonte: MeteoSwiss                                    |                                                      |                                                      |                                                      |                                                      |                                                      |                                                      |                                                      |                                                      |                                                      |                                                      |                                                      |                                                      |                                                      |

### Fauna e Flora

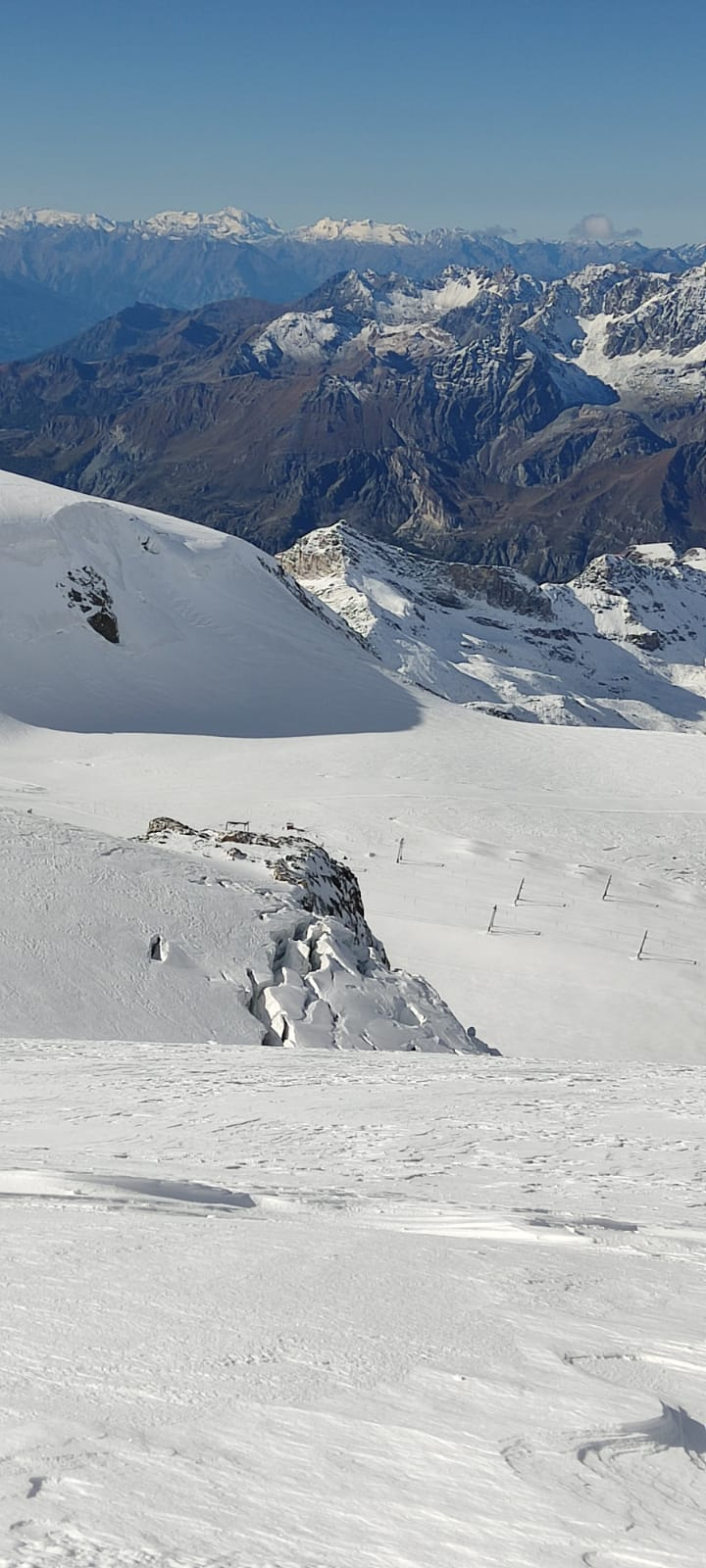
Área de tundra alpina nas proximidades da divisa com a Itália.

A singularidade das condições climáticas, aliada ao isolamento geográfico proporcionado pelas elevadas montanhas existentes no entorno da região, faz com que Zermatt registre a presença de diversas plantas endêmicas. A presença desses raros espécimes vegetais atrai pesquisadores de diversas localidades para estudá-los diretamente em seu habitat natural.
Devido ao lento crescimento da maioria dos espécimes vegetais ali presentes, tais ecossistemas são muito vulneráveis à ação humana, de modo que os administradores locais recomendam cuidados durante a visitação, de modo a minimizar eventuais impactos decorrentes da circulação de pessoas.
Quanto à fauna de Zermatt, é possível observar diversos animais selvagens nas proximidades das trilhas que circundam a cidade, com destaque para ibex, águias, camurças, cervos, marmotas, linces, esquilos e raposas. Adicionalmente, existem relatos de raras aparições de lobos nas montanhas.
No passado também haviam ursos nas proximidades, contudo, o último animal registrado foi morto por um caçador em 1904, sendo considerado extinto do local desde então.

### Geologia
A região dos alpes ocidentais, onde se localiza Zermatt apresenta afloramentos de rochas formadoras da plataforma continental europeia, expondo evidências das colisões tectônicas que levaram à formação dos Alpes. Observa-se a presença de ofiolitos, rochas de origem oceânica com alto grau de metamorfismo, além de se notar a presença de grandes dobramentos rochosos. Isso evidencia a enorme força com que se deu a orogênese do local.
A presença de feições glaciais, tais como vales escavados por geleiras, morenas e depósitos de sedimentos indica a grande influência do clima frio na modelagem da paisagem, principalmente nas áreas mais próximas aos pés das montanhas e fundos dos vales.

Vista panorâmica dos picos alpinos no entorno de Zermatt